# لیسا مایر
لیسا مایر (آلمانی: Lisa Mayer؛ زادهٔ ۲ مهٔ ۱۹۹۶) دونده سرعت زن اهل آلمان است.
وی در مسابقات کشوری و بین‌المللی در مجموع برندهٔ ۱ مدال طلا، ۱ مدال برنز شده است.